# Liu Shishi
Liu Shishi, anche nota con il nome Cecilia Liu (刘诗诗; Pechino, 10 marzo 1987), è un'attrice cinese.

## Biografia
Diplomata all'Accademia di danza di Pechino, inizia la sua carriera di attrice recitando nella serie televisiva Yueying feng he nel 2005. Le successive interpretazioni nelle serie Shaonian yangjia jiang (2006) e Liaozhai qi nuzi (2007) vengono apprezzate dalla critica e nel 2008 raggiunge la fama con il ruolo di Mu Nianci nella serie wuxia She diao yingxiong chuan. Nel 2009 partecipa alle serie Yitian tu longji, seguito di She diao yingxiong chuan, e Xianjian qi xia chuan 3, tratto dal videogioco Chinese Paladin 3, nel ruolo di Long Kui.
Il 2011 la vede recitare in due serie drammatiche di successo: Guai xia yizhi mei, dove interpreta la ladra Yan Sanniang, e Bubujingxin, tratto dal romanzo omonimo di Tong Hua, per la quale vince diversi premi e debutta come cantante con il brano "Season of Waiting" (等你的季节). Sempre nel 2011 debutta al cinema recitando nel film Xia yige qiji. Nel 2013 recita a fianco di Jet Li nella commedia d'azione Badges of Fury e nel 2014 torna in televisione nella seconda stagione di Bubujingxin.
Viene nominata come miglior attrice protagonista al Macau International Movie Festival 2014.

## Vita privata
Il 20 gennaio 2015, Liu Shishi registra il proprio matrimonio con l'attore taiwanese Nicky Wu, suo co-protagonista in Bubujingxin, mentre la cerimonia si svolge a Bali il 20 marzo 2016. Il 29 aprile 2019, Liu ha dato alla luce il primo figlio della coppia, un maschio.

## Filmografia

### Cinema
- The Next Magic (下一个奇迹), regia di Cho Li (2012)
- Sad Fairy Tale (伤心童话), regia di Zhengchao Xu (2012)
- Badges of Fury (不二神探, Bu er shentan), regia di Wong Tsz-ming (2013)
- A Moment of Love (回到爱开始的地方), regia di Gavin Lin (2013)
- Brotherhood of Blades (绣春刀), regia di Yang Lu (2014)
- Five Minutes To Tomorrow  (深夜前的五分钟), regia di Isao Yukisada (2014)
- The Liquidator (心理罪之城市之光), regia di Jizhou Xu (2017)

### Televisione
- Yueying feng he (月影风荷) – serie TV (2004)
- Feihua ru die (飞花如蝶) – serie TV (2006)
- Shaonian yangjia jiang (少年杨家将) – serie TV (2007)
- Liaozhai qi nuzi (聊斋奇女子) – serie TV (2007)
- She diao yingxiong chuan (射雕英雄传) – serie TV (2008)
- Xianjian qi xia chuan 3 (仙剑奇侠传三) – serie TV (2009)
- Yitian tulongji (倚天屠龙记) – serie TV (2009)
- Baishe hou chuan (白蛇后传) – serie TV (2010)
- Ya zhinu (天涯织女) – serie TV (2010)
- Guai xia yizhi mei (怪俠一枝梅) – serie TV (2011)
- Bubujingxin (步步惊心) – serie TV (2011)
- Xuanyuan jian - Tian zhi hen (轩辕剑之天之痕) – serie TV (2012)
- Jingzhong Yue Fei (精忠岳飞) – serie TV (2013)
- Bubujingqing (步步惊情) – serie TV (2014)
- Xili ren shi (犀利仁师) – serie TV (2014)
- Feng zhong qi yuan (风中奇缘) – serie TV (2014)
- Nuyi ming fei chuan  (女医明妃传) –  serie TV  (2016)
- Na nian qingchun women zhenghao (那年青春我们正好) –  serie TV  (2016)
- Liming juezhan (黎明决战) –  serie TV  (2017)
- Tianxi de xingfu (天使的幸福) – serie TV (2017)
- Zui linglong (醉玲珑) – serie TV (2017)
- Ruguo keyi zheyang ai (如果可以这样爱) – serie TV (2018)